# 김복신
김복신(金福信, 1925년~)은 조선민주주의인민공화국의 정치인이다. 최고인민회의 제2·4·5·6·7·8·9·10·11기 대의원 및 내각 명예 참사를 역임했다.

## 경력
- 1950년: 국가계획위원회 지도원, 국장
- 1958년: 당 중앙위 과장
- 1958년: 길주팔프공장 지배인
- 1958년: 경공업성 부상
- 1959년: 당 중앙위 부부장
- 1959년: 함경북도 인민위원회 지방산업관리국 국장
- 1960년: 당 중앙위 경공업부 부부
- 1961년: 경공업위 부위원장
- 1966년: 평양시 지방산업총국 부총국장
- 1971년: 방직공업성 부상
- 1971년: 방직공업상
- 1972년: 북 · 이라크 친선협회 위원장 겸 피복가공기술협회 위원장
- 1972년: 경공업위 방직 및 피복공업총국 총국장
- 1974년: 조선민주여성동맹 중앙위 비서
- 1980년: 당 중앙위 위원
- 1981년: 정무원 부총리 겸 경공업위 위원장
- 1982년: 정무원 부총리 겸 경공업위원장, 당 중앙위 위원
- 1983년: 당 정치국 후보위원
- 1984년: 정무원 부총리 겸 대외경제위 위원
- 1985년: 정무원 부총리 겸 무역위 위원
- 1986년: 조선국제합영총회사 이사장
- 1988년: 정무원 부총리 겸 경공업위 위원장
- 1994년: 김일성 국가장의위원회 위원
- 1995년: 오진우 국가장의위원회 위원
- 1998년: 부총리 겸 경공업위 위원장[2]

## 같이 보기
- 조선민주주의인민공화국의 총리